# Catedral Metropolitana de Atenas
A Catedral da Anunciação, da Igreja Ortodoxa, é a Catedral Metropolitana de Atenas, na Grécia, também conhecida popularmente como Mitrópoli de Atenas. Localiza-se na Praça Mitropóleos, no bairro de Plaka.
Sua construção iniciou no natal de 1842, com a pedra fundamental lançada pelo rei Oto I e sua consorte Amália. O material para a construção veio da demolição de 72 outras igrejas, e as obras se prolongaram por vinte anos. Foi consagrada no dia 21 de maio de 1862, e dedicada à Anunciação. 
A planta possui três naves, separadas por colunatas duplas sob arcos, e coroadas por uma cúpula. No interior há dois túmulos de santos mártires da Igreja Ortodoxa Grega, mortos pelos turcos durante a ocupação: Santa Filoteia e o Patriarca de Constantinopla São Gregório V. A decoração interna é rica em ícones, com destaque para a bela iconóstase. A Catedral está em reparos desde o terremoto de 1999.